# بيل وينتيرز
بيل وينتيرز (بالإنجليزية: Bill Winters)‏ هو مصرفي أمريكي، ولد في سبتمبر 1961.